# Sergio Paolinelli
Sergio Paolinelli (Jesi, 30 settembre 1955) è un ex calciatore italiano, di ruolo difensore.

## Caratteristiche tecniche
Giocava come libero.

## Carriera
Ha giocato in Serie A con la maglia della Cremonese nella stagione 1984-1985 (esordendo il 16 settembre 1984 a Genova contro la Sampdoria) e in Serie B, oltre che con gli stessi grigiorossi, anche con la SPAL (con la quale aveva debuttato il 4 aprile 1976 a Ferrara contro la Ternana), il Palermo, il Brescia e il Taranto.
Ha chiuso nel 1989 in Serie C2 con lo Jesi squadra con la quale aveva esordito in Serie D. Ha inoltre giocato con la Sangiovannese e il Teramo in Serie C.
In carriera ha collezionato complessivamente 24 presenze in Serie A e 200 presenze e 5 reti in Serie B.

## Palmarès

### Club

#### Competizioni nazionali
- Promozione in Serie B: 1

Cremonese: 1980-1981
- Promozione in Serie A: 2

Cremonese: 1983-1984
Brescia: 1985-1986